# Жукотин (Коломийський район)
Жу́котин — село в Україні, у Коршівській сільській громаді Коломийського району Івано-Франківської області. Адміністративний центр колишньої Жукотинської сільської ради.

## Розташування
Село знаходиться в декількох кілометрах від автошляху Чернівці-Івано-Франківськ та на відстані 22 км від райцентру — м. Коломиї. Селом тече Жукотинський потік.

## Історія
Вперше с. Жукотин згадується 22 грудня 1438 року в книгах галицького суду.
У 1589 році село було зруйноване турками. З 1880-х, у селі діяла двокласна школа.
Під час польської окупації Галичини, з Жукотина емігрувало понад 120 осіб.
У Жукотині знайдено кам'яні знаряддя праці доби міді-бронзи.

## Релігія
Християнство, як релігію сповідують більшість населення села. Довгий час у с. Жукотин формувалась місцева церковна громада. У далекому 1844 році Божому в селі сталась знаменита подія, яка внеслася в історію цього села. Місцеве духовенство у співслужінні з вищим духовничим проводом, тобто єпископами, освятили церкву Воскресіння Христового, яка і сьогодні прикрашає краєвид села з околиць цих терен. Місцеві парафіяни і досі зберігать старовинні традиції.

## Світлини

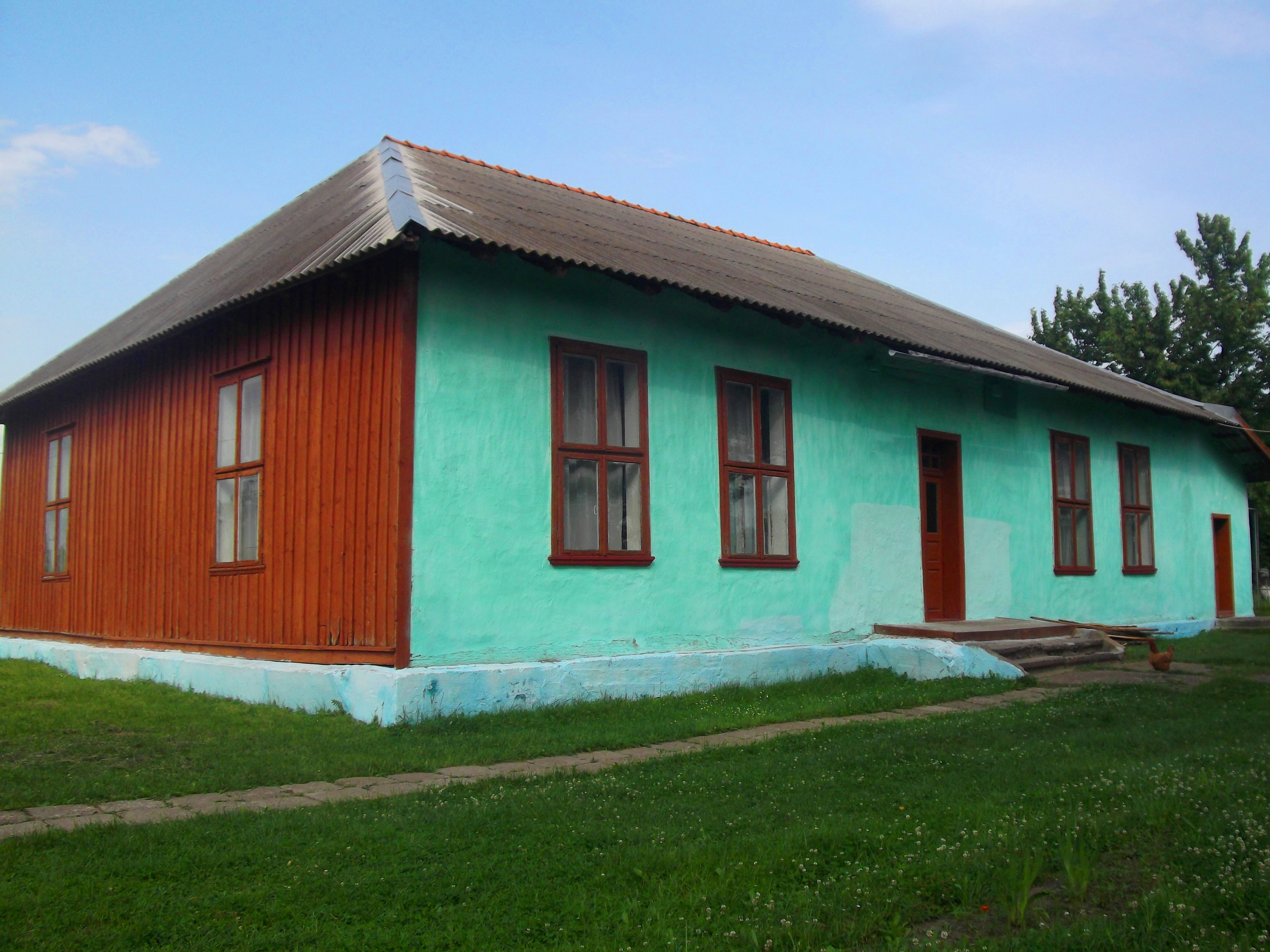
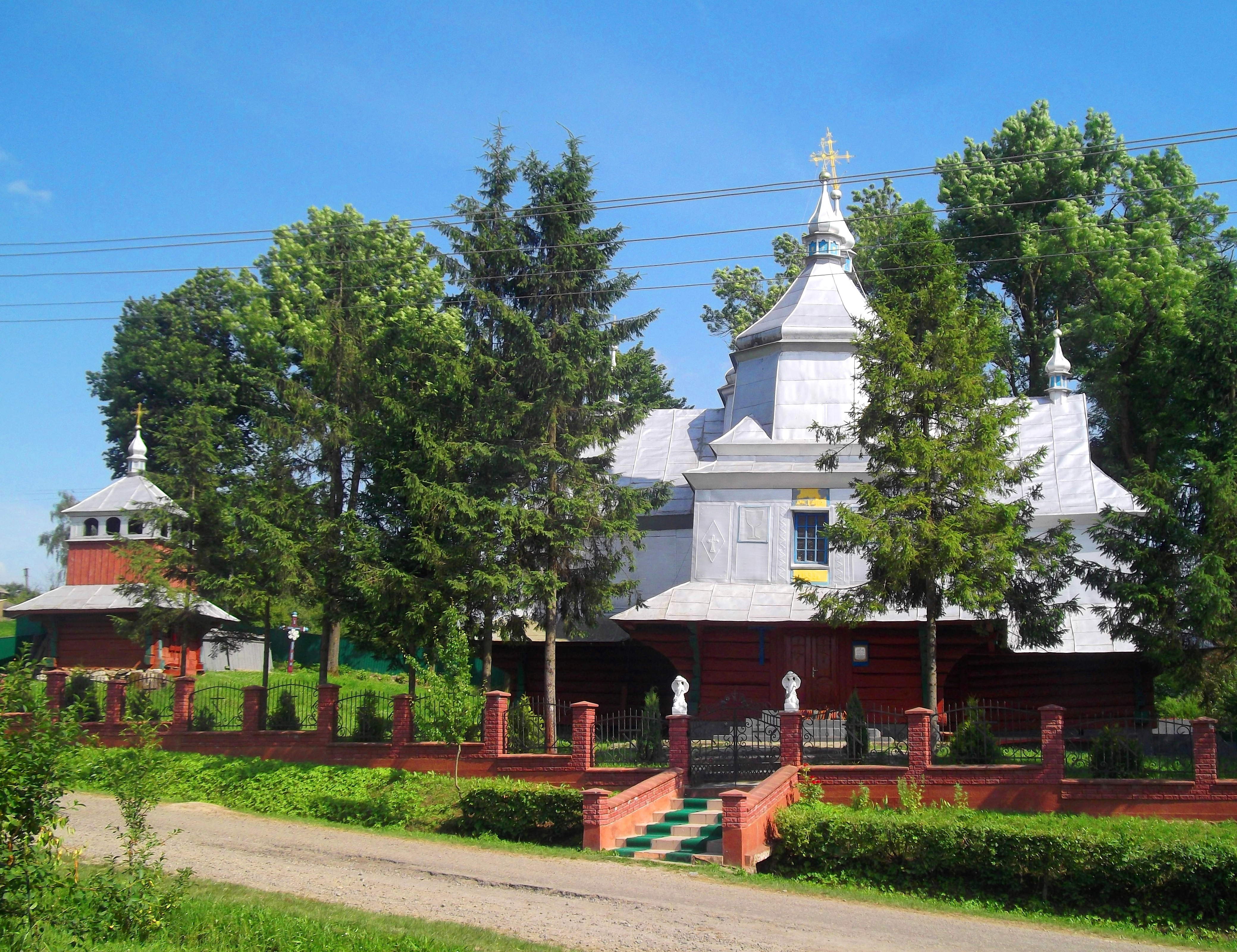
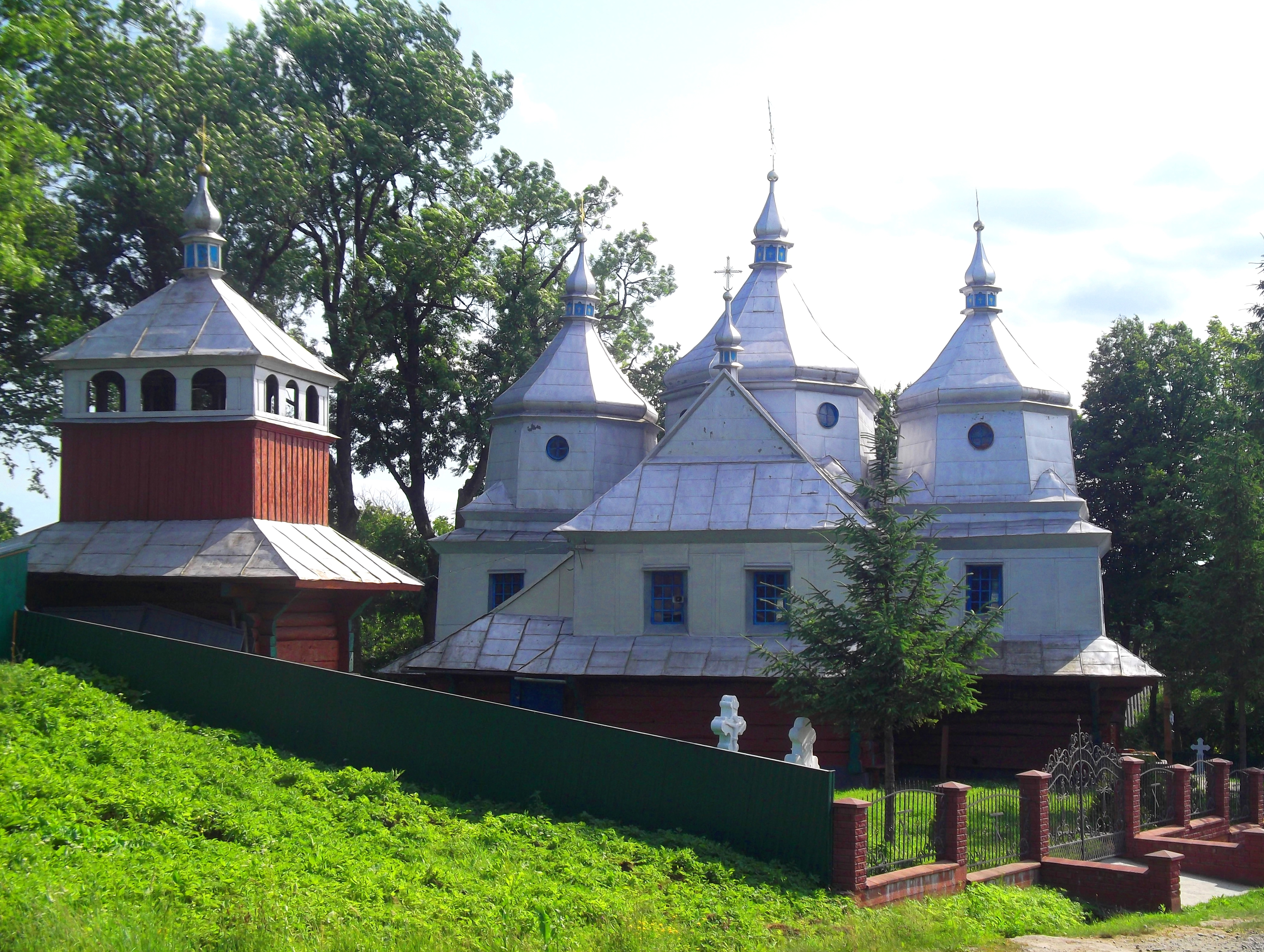
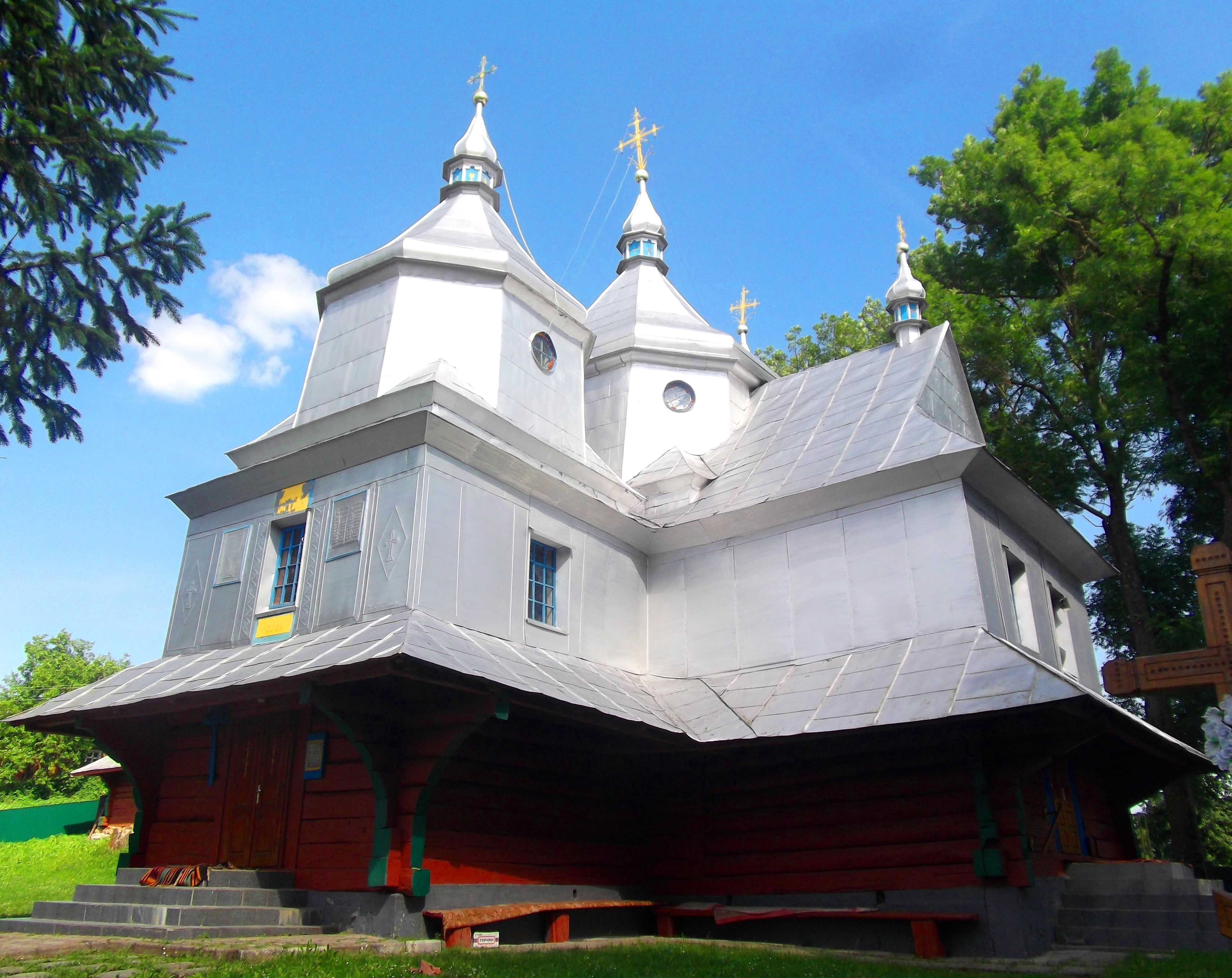
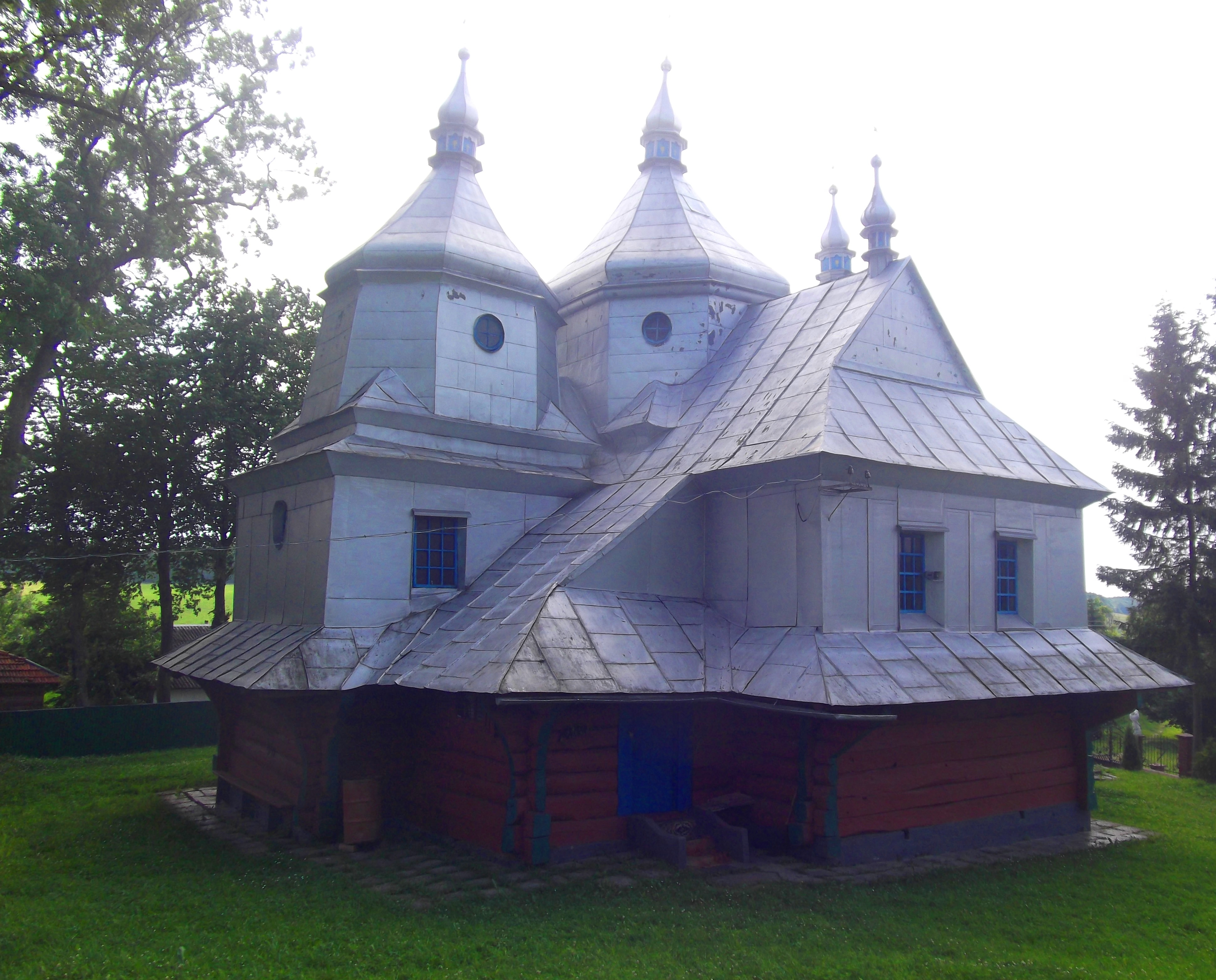
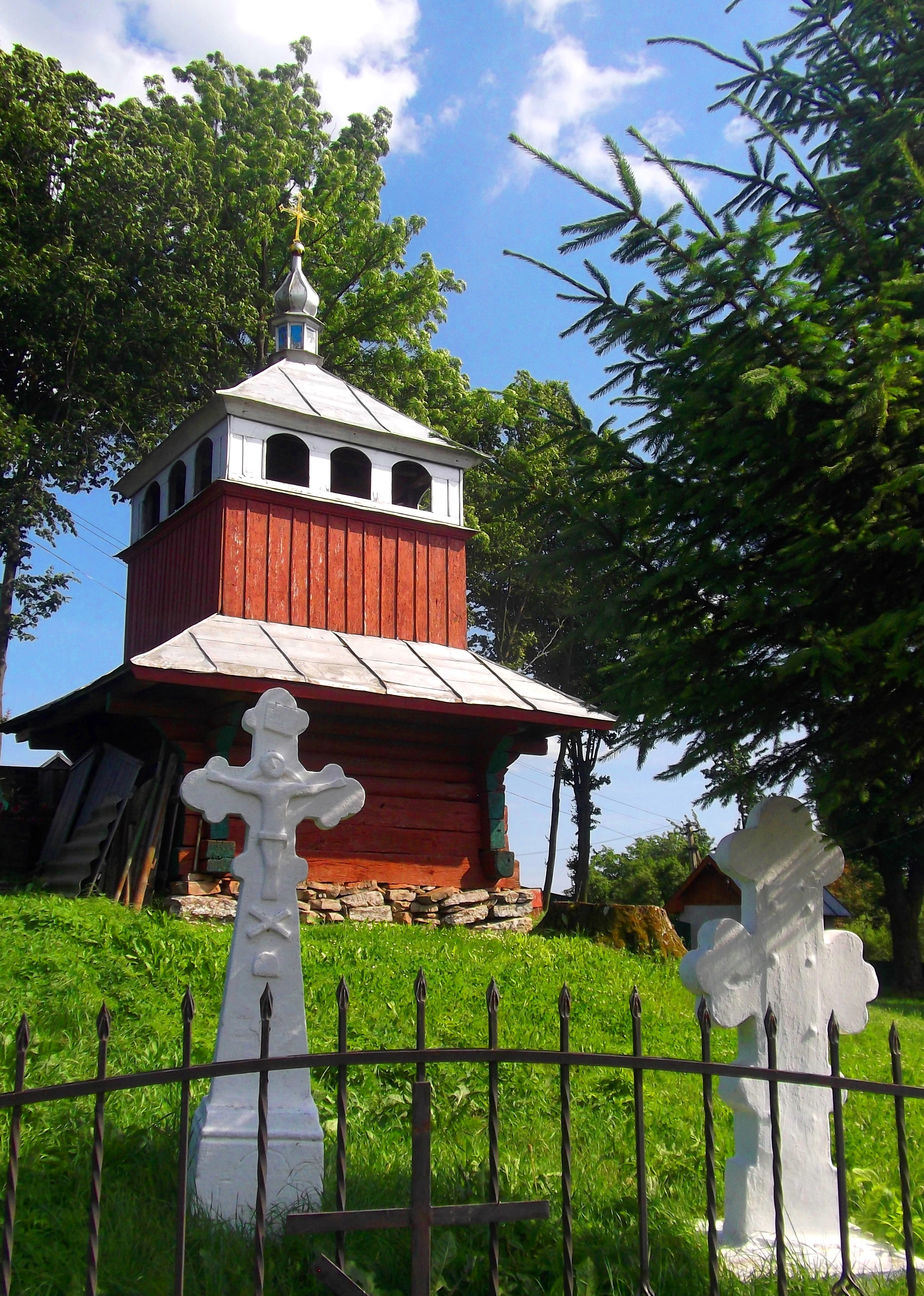
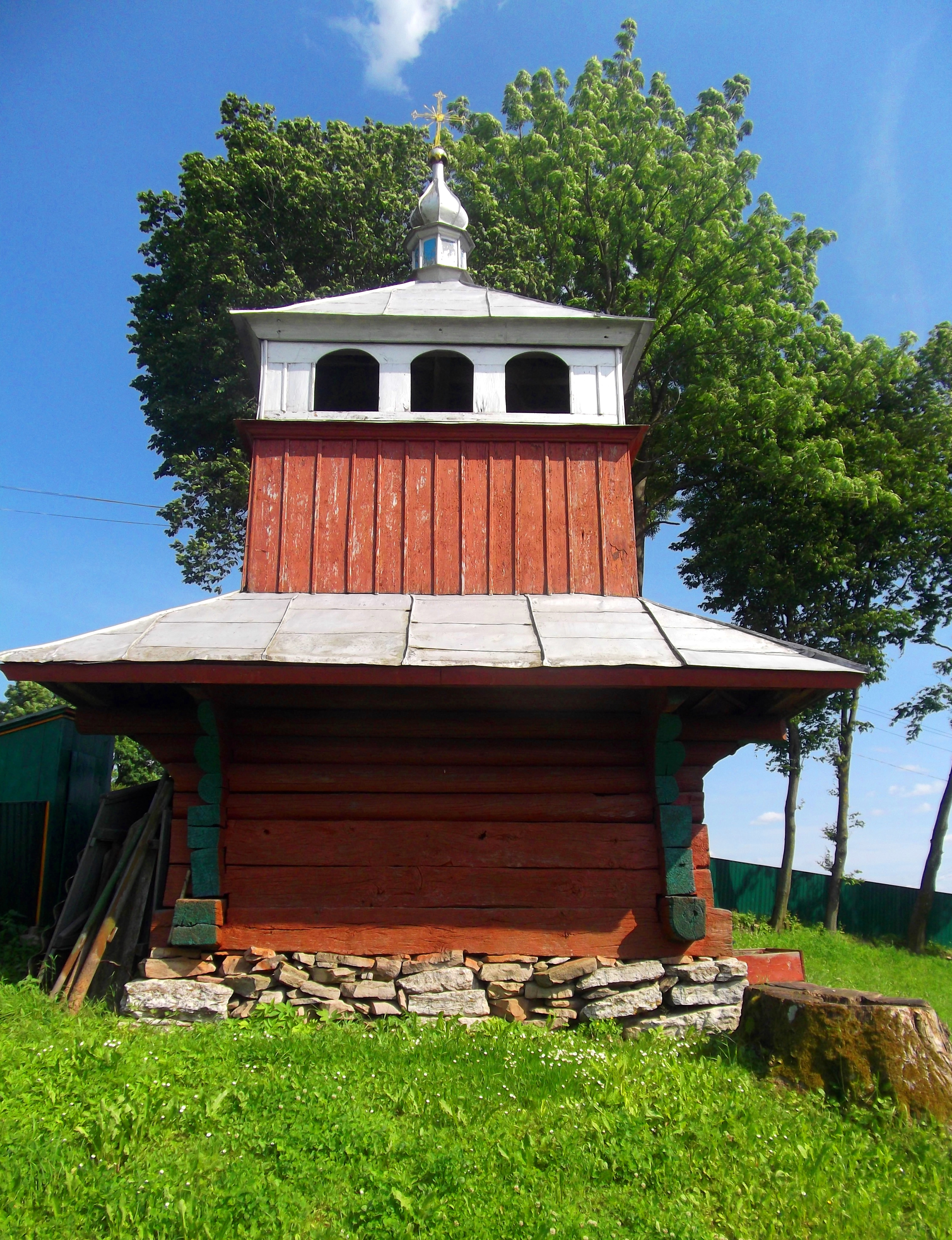

## Відомі люди

### Уродженці села
- о. Григорій Боднар (1815 — священик УГКЦ, парох в містечку Золотий Потік, літератор, перекладач,[5] бучацький декан.[6]
- Данилишин Іван Ярославович — український тренер з боксу. Заслужений тренер України (2000), Заслужений працівник фізичної культури та спорту України, віце-президент Федерації боксу Івано-Франківської області та Федерації боксу України, голова технічного комітету Федерації боксу Європи.
- Ніньовський Василь Іванович (1914 — 2002) — український вчений-лінгвіст, доктор славістичних наук, письменник, вчитель, журналіст, художник-митець.